# قناة المجد للقرآن الكريم
قناة المجد للقرآن الكريم هي إحدى قنوات شبكة المجد الفضائية، وهي قناة متخصصة في بث تلاوة القرآن الكريم بمشاركة عدد كبير من القراء يفوق المئة من جميع أنحاء العالم الإسلامي وتكون التلاوة مصحوبة بمعاني الكلمات أو التفسير الميسر أو ترجمة معاني القرآن الكريم إلى الإنجليزية أو الفرنسية. وتبث قناة المجد للقرآن الكريم من القاهرة.

## من برامج القناة
بالإضافة إلى رواية حفص عن عاصم فإن القناة تبث عددًا من التلاوات بروايات أخرى في برنامج التلاوات المتواترة.

## قراء قناة المجد للقرآن الكريم
- إبراهيم الأخضر
- أبو العينين شعيشع
- أحمد بن علي العجمي
- أحمد عيسى المعصراوي
- احمد نعينع
- الدوكالي محمد العالم
- توفيق الصائغ
- حسن الحسيني
- زكي داغستاني
- سعد الغامدي
- سعود الشريم
- شيخ أبو بكر الشاطري
- صلاح الهاشم
- عادل كلباني
- عبدالباري الثبيتي
- عبد الباسط عبد الصمد
- عبد الله خياط
- عبد الله المطرود
- عبد الله بصفر
- عبد الرحمن السديس
- عبد الرشيد صوفي
- عبد الرزاق الدليمي
- عبد الفتاح الشعشاعي
- عبد المحسن القاسم
- عبد المنعم عبد المبدئ
- عبد الهادي كناكري
- عبد الودود مقبول حنيف
- علي بن عبد الرحمن الحذيفي
- علي عبد الله جابر
- فارس عباد
- محمد المحيسني
- محمد أيوب
- محمد جبريل
- محمد رفعت
- محمد عبد الكريم
- محمد صديق المنشاوي
- محمد محمود الطبلاوي
- محمود علي البنا
- محمود خليل الحصري
- محمود صديق المنشاوي
- مشاري العفاسي
- مصطفى إسماعيل
- بدر التركي

## ختمات برامج قناة المجد للقرآن الكريم
- ختمة الأجزاء
- الختمة المنوعة (مصحوبة بمعاني الكلمات القرآن)
- ختمة الأرباع (سابقًا مصحوبة بترجمة معاني لغتين الإنجليزية والفرنسية)
- الختمة المنوعة المجودة
- تلاوات مختارة
- تلاوات نادرة
- الروايات المتواترة كانت تُبث على القناة من 1426 هـ - 1432 هـ
- الختمات المرتلة
- الختمة المجودة
- سورة البقرة
- سورة الكهف
- تلاوات من الحرمين
- المصحف المعلم